# Жак Вијон
Жак Вијон (фр. Jacques Villon; Дамвиј, 31. јул 1875 — Пито, 9. јун 1963) је био француски сликар и графичар. Био је брат Марсела Дишана. Пред крај 19. века радио је као карикатуриста и литограф. Његов рани стил показује да је био под утицајем Анрија Тулуз-Лотрека и Едгара Деге. Упознао се 1911. са аналитичким кубизмом и постао саоснивач групе Section d'Or. Његове кубистичке композиције карактеришу нежно шарена, пастелна поља.